# Sulzbach, Rhein-Lahn
Sulzbach là một đô thị ở huyện Rhein-Lahn, bang Rheinland-Pfalz, in phía tây nước Đức.